# Keld Lund
Keld Lund (* 21. Februar 1940 in Skovlunde) ist ein dänischer Bibliothekar.

## Leben
Keld Lund ist der Sohn des Gärtnereibesitzers Orla Lund († 1982). Er ist verheiratet mit der Bibliothekarin Dorte Futtrup (* 1948). Keld Lund schloss 1962 die Schule ab und begann eine Ausbildung zum Bibliothekar, die er 1969 beendete. Von 1974 bis 1976 leitete er die Musikbibliothek der Bibliotheken der Søllerød Kommune. Anschließend war er ein Jahr Oberbibliothekar der Bibliothek der färöischen Hauptstadt Tórshavn. Von 1977 bis 1985 leitete er die Bibliothek in Stubbekøbing. Von 1985 bis 1990 war er als grönländischer Landesbibliothekar Leiter der Nunatta Atuagaateqarfia. Neben Ämtern in verschiedenen Bibliotheksvereinigungen war er von 1974 bis 1980 auch Zensor an der dänischen Bibliotheksschule.